# Snowboard all'VIII Festival olimpico invernale della gioventù europea
Le gare di snowboard al VIII Festival olimpico invernale della gioventù europea si sono svolte dal 19 al 21 febbraio 2007 a Jaca, in Spagna.
Sono state disputate due gare maschili, due gare femminili, per un totale di 4 gare.

## Podi

### Ragazzi
| Evento                   | Oro             | Argento         | Bronzo           |
| Slalom parallelo         | Radoslav Yankov | Lukas Mathies   | Dimitriy Bazanov |
| Slalom gigante parallelo | Lukas Mathies   | Johann Stefaner | Dimitriy Bazanov |

### Ragazze
| Evento                   | Oro            | Argento              | Bronzo         |
| Slalom parallelo         | Ina Meschik    | Nina Micic           | Yvonne Schuetz |
| Slalom gigante parallelo | Yvonne Schuetz | Margarita Garmashova | Ina Meschik    |